# Kazahsztán a 2014. évi téli olimpiai játékokon
Kazahsztán az oroszországi Szocsiban megrendezett 2014. évi téli olimpiai játékok egyik részt vevő nemzete volt. Az országot az olimpián 10 sportágban 52 sportoló képviselte, akik összesen 1 érmet szereztek.

## Érmesek
| Érem  | Versenyző | Sportág     | Versenyszám  |
| ----- | --------- | ----------- | ------------ |
| Bronz | Denis Ten | Műkorcsolya | Férfi egyéni |

## Alpesisí
Férfi
| Versenyző       | Versenyszám            | Eredmény | Helyezés |
| --------------- | ---------------------- | -------- | -------- |
| Igor Zakurdayev | Lesiklás               | 2:11,28  | 33.      |
| Igor Zakurdayev | Szuperóriás-műlesiklás | 1:23,13  | 44.      |
| Martin Khuber   | Lesiklás               | 2:13,51  | 42.      |
| Martin Khuber   | Szuperóriás-műlesiklás | 1:22,60  | 40.      |
| Dmitriy Koshkin | Lesiklás               | 2:14,63  | 43.      |
| Dmitriy Koshkin | Szuperóriás-műlesiklás | 1:21,50  | 30.      |

| Versenyző       | Versenyszám | Lesiklás | Lesiklás | Műlesiklás | Műlesiklás | Összesítés | Összesítés |
| Versenyző       | Versenyszám | Idő      | Hely.    | Idő        | Hely.      | Idő        | Helyezés   |
| --------------- | ----------- | -------- | -------- | ---------- | ---------- | ---------- | ---------- |
| Igor Zakurdayev | Összetett   | 1:57,62  | 37.      | 57,02      | 29.        | 2:54,64    | 26.        |
| Martin Khuber   | Összetett   | 1:59,42  | 42.      | 1:00,44    | 31.        | 2:59,86    | 33.        |

## Biatlon
Férfi
| Versenyző                                                  | Versenyszám            | Időeredmény | Lövőhiba    | Helyezés |
| ---------------------------------------------------------- | ---------------------- | ----------- | ----------- | -------- |
| Yan Savitskiy                                              | 10 km sprint           | 26:13,0     | 1 (1+0)     | 43.      |
| Yan Savitskiy                                              | 12,5 km üldözőverseny  | 35:57,0     | 1 (0+1+0+0) | 29.      |
| Yan Savitskiy                                              | 20 km egyéni indításos | 52:00,0     | 1 (0+1+0+0) | 20.      |
| Sergey Naumik                                              | 10 km sprint           | 26:55,5     | 1 (0+1)     | 59.      |
| Sergey Naumik                                              | 12,5 km üldözőverseny  | 40:06,5     | 4 (1+0+2+1) | 58.      |
| Sergey Naumik                                              | 20 km egyéni indításos | 58:03,2     | 5 (0+1+2+2) | 76.      |
| Anton Pantov                                               | 10 km sprint           | 28:05,0     | 4 (2+2)     | 80.      |
| Anton Pantov                                               | 20 km egyéni indításos | 52:51,5     | 0 (0+0+0+0) | 27.      |
| Dias Keneshev                                              | 10 km sprint           | 30:06,8     | 4 (2+2)     | 87.      |
| Alexandr Trifonov                                          | 20 km egyéni indításos | 1:00:08,9   | 5 (1+1+2+1) | 85.      |
| Anton Pantov Sergey Naumik Alexandr Trifonov Dias Keneshev | 4 × 7,5 km váltó       | lekörözték  | 0+10        | 18.      |

Női
| Versenyző                                                           | Versenyszám            | Időeredmény | Lövőhiba    | Helyezés |
| ------------------------------------------------------------------- | ---------------------- | ----------- | ----------- | -------- |
| Elena Khrustaleva                                                   | 7,5 km sprint          | 23:29,6     | 2 (2+0)     | 57.      |
| Elena Khrustaleva                                                   | 10 km üldözőverseny    | 33:06,5     | 0 (0+0+0+0) | 37.      |
| Elena Khrustaleva                                                   | 15 km egyéni indításos | 50:00,1     | 3 (2+1+0+0) | 47.      |
| Darya Usanova                                                       | 7,5 km sprint          | 23:33,3     | 1 (1+0)     | 58.      |
| Darya Usanova                                                       | 10 km üldözőverseny    | 33:54,6     | 2 (1+0+0+1) | 41.      |
| Darya Usanova                                                       | 15 km egyéni indításos | 49:13,5     | 2 (1+0+0+1) | 40.      |
| Galina Vishnevskaya                                                 | 7,5 km sprint          | 23:52,0     | 2 (2+0)     | 64.      |
| Galina Vishnevskaya                                                 | 15 km egyéni indításos | 49:26,9     | 2 (1+1+0+0) | 41.      |
| Marina Lebedeva                                                     | 7,5 km sprint          | 24:31,9     | 2 (1+1)     | 73.      |
| Alina Raikova                                                       | 15 km egyéni indításos | 53:15,6     | 3 (1+0+1+1) | 65.      |
| Galina Vishnevskaya Elena Khrustaleva Darya Usanova Marina Lebedeva | 4 × 6 km váltó         | 1:15:54,7   | 0+13        | 12.      |

Vegyes
| Versenyző                                                  | Versenyszám  | Időeredmény | Lövőhiba | Helyezés |
| ---------------------------------------------------------- | ------------ | ----------- | -------- | -------- |
| Elena Khrustaleva Darya Usanova Yan Savitskiy Anton Pantov | Vegyes váltó | 1:15:46,4   | 0+6      | 14.      |

## Gyorskorcsolya
Férfi
| Versenyző        | Versenyszám | 1. futam | 1. futam | 2. futam | 2. futam | Eredmény | Helyezés |
| Versenyző        | Versenyszám | Idő      | Hely.    | Idő      | Hely.    | Eredmény | Helyezés |
| ---------------- | ----------- | -------- | -------- | -------- | -------- | -------- | -------- |
| Dmitriy Babenko  | 1500 m      |          |          |          |          | 1:48,67  | 30.      |
| Dmitriy Babenko  | 5000 m      |          |          |          |          | 6:28,26  | 15.      |
| Dmitriy Babenko  | 10 000 m    |          |          |          |          | 13:33,18 | 12.      |
| Roman Krech      | 500 m       | 35,04    | 9.       | 35,00    | 6.       | 70,04    | 7.       |
| Roman Krech      | 1000 m      |          |          |          |          | 1:09,63  | 13.      |
| Denis Kuzin      | 1000 m      |          |          |          |          | 1:09,10  | 7.       |
| Denis Kuzin      | 1500 m      |          |          |          |          | 1:45,69  | 9.       |
| Fedor Mezentsev  | 1000 m      |          |          |          |          | 1:11,08  | 33.      |
| Fedor Mezentsev  | 1500 m      |          |          |          |          | 1:49,70  | 35.      |
| Alexander Zhigin | 1500 m      |          |          |          |          | 1:49,48  | 34.      |

Női
| Versenyző         | Versenyszám | 1. futam | 1. futam | 2. futam | 2. futam | Eredmény | Helyezés |
| Versenyző         | Versenyszám | Idő      | Hely.    | Idő      | Hely.    | Eredmény | Helyezés |
| ----------------- | ----------- | -------- | -------- | -------- | -------- | -------- | -------- |
| Yekaterina Aydova | 500 m       | 34:30,3  | 22.      | 38,80    | 22.      | 77,85    | 22.      |
| Yekaterina Aydova | 1000 m      |          |          |          |          | 1:17,25  | 19.      |
| Yekaterina Aydova | 1500 m      |          |          |          |          | 2:00,93  | 28.      |

## Műkorcsolya
| Versenyző         | Versenyszám  | Rövid program | Rövid program | Kűr    | Kűr   | Összesítés | Összesítés |
| Versenyző         | Versenyszám  | Pont          | Hely.         | Pont   | Hely. | Pont       | Helyezés   |
| ----------------- | ------------ | ------------- | ------------- | ------ | ----- | ---------- | ---------- |
| Abzal Rakimgaliev | Férfi egyéni | 64,18         | 20.           | 110,22 | 22.   | 174,40     | 22.        |
| Denis Ten         | Férfi egyéni | 84,06         | 9.            | 171,04 | 3.    | 255,10     |            |

## Rövidpályás gyorskorcsolya
Férfi
| Versenyző                                                             | Versenyszám      | Előfutam | Előfutam | Negyeddöntő | Negyeddöntő | Elődöntő | Elődöntő | B döntő | B döntő | Döntő    | Döntő   | Helyezés |
| Versenyző                                                             | Versenyszám      | Idő      | Hely.    | Idő         | Hely.       | Idő      | Hely.    | Idő     | Hely.   | Idő      | Hely.   | Helyezés |
| --------------------------------------------------------------------- | ---------------- | -------- | -------- | ----------- | ----------- | -------- | -------- | ------- | ------- | -------- | ------- | -------- |
| Nurbergen Zhumagaziyev                                                | 500 m            | 42,680   | 4.       | kiesett     | kiesett     | kiesett  | kiesett  | kiesett | kiesett | kiesett  | kiesett | 29.      |
| Aidar Bekzhanov                                                       | 500 m            | 41,800   | 3.       | kiesett     | kiesett     | kiesett  | kiesett  | kiesett | kiesett | kiesett  | kiesett | 20.      |
| Aidar Bekzhanov                                                       | 1500 m           | 2:19,713 | 5.       |             |             | kiesett  | kiesett  | kiesett | kiesett | kiesett  | kiesett | 29.      |
| Denis Nikisha                                                         | 1500 m           | 2:16,452 | 6.       |             |             | kiesett  | kiesett  | kiesett | kiesett | kiesett  | kiesett | 31.      |
| Abzal Azhgaliyev Aidar Bekzhanov Denis Nikisha Nurbergen Zhumagaziyev | 5000 méter váltó |          |          |             |             | 6:47,152 | 2.       |         |         | 6:54,630 | 5.      | 5.       |

Női
| Versenyző     | Versenyszám | Előfutam | Előfutam | Negyeddöntő | Negyeddöntő | Elődöntő | Elődöntő | B döntő | B döntő | Döntő   | Döntő   | Helyezés |
| Versenyző     | Versenyszám | Idő      | Hely.    | Idő         | Hely.       | Idő      | Hely.    | Idő     | Hely.   | Idő     | Hely.   | Helyezés |
| ------------- | ----------- | -------- | -------- | ----------- | ----------- | -------- | -------- | ------- | ------- | ------- | ------- | -------- |
| Inna Simonova | 500 m       | 44,387   | 4.       | kiesett     | kiesett     | kiesett  | kiesett  | kiesett | kiesett | kiesett | kiesett | 25.      |
| Inna Simonova | 1000 m      | 1:32,599 | 3.       | kiesett     | kiesett     | kiesett  | kiesett  | kiesett | kiesett | kiesett | kiesett | 21.      |
| Inna Simonova | 1500 m      | 2:30,499 | 4.       |             |             | kiesett  | kiesett  | kiesett | kiesett | kiesett | kiesett | 25.      |

## Síakrobatika
Ugrás
| Versenyző              | Versenyszám | Selejtező  | Selejtező  | Selejtező  | Selejtező  | Döntő      | Döntő      | Döntő      | Döntő      | Döntő      | Helyezés |
| Versenyző              | Versenyszám | 1. forduló | 1. forduló | 2. forduló | 2. forduló | 1. forduló | 1. forduló | 2. forduló | 2. forduló | 3. forduló | Helyezés |
| Versenyző              | Versenyszám | Pont       | Hely.      | Pont       | Hely.      | Pont       | Hely.      | Pont       | Hely.      | Pont       | Helyezés |
| ---------------------- | ----------- | ---------- | ---------- | ---------- | ---------- | ---------- | ---------- | ---------- | ---------- | ---------- | -------- |
| Sergei Berestovskiy    | Férfi       | 82,84      | 16.        | 85,30      | 11.        | kiesett    | kiesett    | kiesett    | kiesett    | kiesett    | 17.      |
| Baglan Inkarbek        | Férfi       | 60,16      | 21.        | 79,31      | 13.        | kiesett    | kiesett    | kiesett    | kiesett    | kiesett    | 19.      |
| Zhanbota Aldabergenova | Női         | 74,82      | 9.         | 78,12      | 5.         | 76,23      | 8.         | 68,44      | 6.         | kiesett    | 6.       |
| Zhibek Arapbayeva      | Női         | 63,44      | 16.        | 58,87      | 13.        | kiesett    | kiesett    | kiesett    | kiesett    | kiesett    | 19.      |

Mogul
| Versenyző         | Versenyszám | Selejtező     | Selejtező     | Selejtező     | Selejtező  | Selejtező  | Selejtező  | Döntő    | Döntő    | Döntő    | Döntő    | Döntő    | Döntő    | Döntő    | Döntő    | Helyezés |
| Versenyző         | Versenyszám | 1. futam      | 1. futam      | 1. futam      | 2. futam   | 2. futam   | 2. futam   | 1. futam | 1. futam | 1. futam | 2. futam | 2. futam | 2. futam | 3. futam | 3. futam | Helyezés |
| Versenyző         | Versenyszám | Idő           | Pont          | Hely.         | Idő        | Pont       | Hely.      | Idő      | Pont     | Hely.    | Idő      | Pont     | Hely.    | Idő      | Pont     | Helyezés |
| ----------------- | ----------- | ------------- | ------------- | ------------- | ---------- | ---------- | ---------- | -------- | -------- | -------- | -------- | -------- | -------- | -------- | -------- | -------- |
| Dmitriy Reiherd   | Férfi       | 24,93         | 21,86         | 7. D          |            |            |            | 25,21    | 23,10    | 5.       | 24,71    | 23,48    | 5.       | 24,21    | 22,80    | 5.       |
| Pavel Kolmakov    | Férfi       | 25,73         | 21,40         | 11.           | 25,75      | 21,70      | 4.         | 25,30    | 21,82    | 11.      | 25,73    | 20,03    | 10.      | kiesett  | kiesett  | 10.      |
| Dmitriy Barmashov | Férfi       | nem ért célba | nem ért célba | nem ért célba | 32,87      | 5,21       | 16.        | kiesett  | kiesett  | kiesett  | kiesett  | kiesett  | kiesett  | kiesett  | kiesett  | 26.      |
| Yulia Galysheva   | Női         | 30,89         | 21,17         | 6. D          |            |            |            | 30,73    | 21,26    | 5.       | 30,52    | 21,12    | 7.       | kiesett  | kiesett  | 7.       |
| Darya Rybalova    | Női         | 33,34         | 16,24         | 23.           | nem indult | nem indult | nem indult | kiesett  | kiesett  | kiesett  | kiesett  | kiesett  | kiesett  | kiesett  | kiesett  | 28.      |

## Sífutás
Férfi
| Versenyző                                                        | Versenyszám     | Selejtező | Selejtező | Negyeddöntő | Negyeddöntő | Elődöntő | Elődöntő | Döntő     | Döntő    |
| Versenyző                                                        | Versenyszám     | Idő       | Hely.     | Idő         | Hely.       | Idő      | Hely.    | Idő       | Helyezés |
| ---------------------------------------------------------------- | --------------- | --------- | --------- | ----------- | ----------- | -------- | -------- | --------- | -------- |
| Yerdos Akhmadiyev                                                | 15 km           |           |           |             |             |          |          | 43:02,2   | 54.      |
| Yerdos Akhmadiyev                                                | 50 km           |           |           |             |             |          |          | 1:53:07,4 | 48.      |
| Alexey Poltoranin                                                | 15 km           |           |           |             |             |          |          | 39:43,2   | 9.       |
| Alexey Poltoranin                                                | 30 km           |           |           |             |             |          |          | 1:08:51,5 | 16.      |
| Yevgeniy Velichko                                                | 15 km           |           |           |             |             |          |          | 41:16,4   | 34.      |
| Yevgeniy Velichko                                                | 30 km           |           |           |             |             |          |          | 1:11:05,6 | 32.      |
| Yevgeniy Velichko                                                | 50 km           |           |           |             |             |          |          | 1:58:10,6 | 55.      |
| Sergey Cherepanov                                                | 30 km           |           |           |             |             |          |          | 1:13:39,7 | 49.      |
| Sergey Cherepanov                                                | 50 km           |           |           |             |             |          |          | 1:57:24,2 | 54.      |
| Mark Starostin                                                   | 30 km           |           |           |             |             |          |          | 1:15:36,6 | 56.      |
| Mark Starostin                                                   | 50 km           |           |           |             |             |          |          | 1:49:34,1 | 34.      |
| Nyikolaj Csebotyko                                               | 15 km           |           |           |             |             |          |          | 41:14,1   | 33.      |
| Nyikolaj Csebotyko                                               | Sprint          | 3:37,88   | 30.       | 3:39,66     | 5.          | kiesett  | kiesett  | kiesett   | 25.      |
| Roman Ragozin                                                    | Sprint          | 3:38,56   | 33.       | kiesett     | kiesett     | kiesett  | kiesett  | kiesett   | 33.      |
| Denis Volotka                                                    | Sprint          | 3:46,92   | 58.       | kiesett     | kiesett     | kiesett  | kiesett  | kiesett   | 58.      |
| Nyikolaj Csebotyko Alexey Poltoranin                             | Csapatsprint    |           |           |             |             | 23:28,50 | 4.       | 24:01,38  | 8.       |
| Denis Volotka Sergey Cherepanov Yevgeniy Velichko Mark Starostin | 4 × 10 km váltó |           |           |             |             |          |          | 1:34:11,9 | 13.      |

Női
| Versenyző                           | Versenyszám  | Selejtező | Selejtező | Negyeddöntő | Negyeddöntő | Elődöntő | Elődöntő | Döntő     | Döntő    |
| Versenyző                           | Versenyszám  | Idő       | Hely.     | Idő         | Hely.       | Idő      | Hely.    | Idő       | Helyezés |
| ----------------------------------- | ------------ | --------- | --------- | ----------- | ----------- | -------- | -------- | --------- | -------- |
| Anastassiya Slonova                 | 10 km        |           |           |             |             |          |          | 31:56,6   | 46.      |
| Anastassiya Slonova                 | 15 km        |           |           |             |             |          |          | 41:52,8   | 41.      |
| Elena Kolomina                      | 10 km        |           |           |             |             |          |          | 31:20,1   | 36.      |
| Elena Kolomina                      | 15 km        |           |           |             |             |          |          | 41:52,2   | 40.      |
| Elena Kolomina                      | 30 km        |           |           |             |             |          |          | 1:21:50,0 | 48.      |
| Elena Kolomina                      | Sprint       | 2:46,37   | 46.       | kiesett     | kiesett     | kiesett  | kiesett  | kiesett   | 46.      |
| Tatyana Ossipova                    | 10 km        |           |           |             |             |          |          | 32:20,1   | 52.      |
| Tatyana Ossipova                    | 15 km        |           |           |             |             |          |          | 44:29,0   | 57.      |
| Tatyana Ossipova                    | 30 km        |           |           |             |             |          |          | 1:23:52,6 | 51.      |
| Tatyana Ossipova                    | Sprint       | 2:51,44   | 57.       | kiesett     | kiesett     | kiesett  | kiesett  | kiesett   | 57.      |
| Yelena Kolomina Anastassiya Slonova | Csapatsprint |           |           |             |             | 17:49,66 | 9.       | kiesett   | 15.      |

## Síugrás
Férfi
| Versenyző          | Versenyszám | Selejtező | Selejtező | Selejtező | 1. ugrás | 1. ugrás | 1. ugrás | 2. ugrás | 2. ugrás | 2. ugrás | Összesítés | Összesítés |
| Versenyző          | Versenyszám | Táv       | Pont      | Hely.     | Táv      | Pont     | Hely.    | Táv      | Pont     | Hely.    | Pont       | Helyezés   |
| ------------------ | ----------- | --------- | --------- | --------- | -------- | -------- | -------- | -------- | -------- | -------- | ---------- | ---------- |
| Alexey Pchelintsev | Normálsánc  | 85,5      | 89,9      | 46.       | kiesett  | kiesett  | kiesett  | kiesett  | kiesett  | kiesett  | kiesett    | kiesett    |
| Alexey Pchelintsev | Nagysánc    | 109,0     | 75,8      | 46.       | kiesett  | kiesett  | kiesett  | kiesett  | kiesett  | kiesett  | kiesett    | kiesett    |
| Marat Zhaparov     | Normálsánc  | 83,0      | 84,9      | 49.       | kiesett  | kiesett  | kiesett  | kiesett  | kiesett  | kiesett  | kiesett    | kiesett    |
| Marat Zhaparov     | Nagysánc    | 104,5     | 73,2      | 48.       | kiesett  | kiesett  | kiesett  | kiesett  | kiesett  | kiesett  | kiesett    | kiesett    |

## Snowboard
Parallel
| Versenyző     | Versenyszám               | Selejtező | Selejtező | Nyolcaddöntő      | Negyeddöntő       | Elődöntő          | Döntő             | Helyezés |
| Versenyző     | Versenyszám               | Idő       | Hely.     | Ellenfél Eredmény | Ellenfél Eredmény | Ellenfél Eredmény | Ellenfél Eredmény | Helyezés |
| ------------- | ------------------------- | --------- | --------- | ----------------- | ----------------- | ----------------- | ----------------- | -------- |
| Valeriya Tsoy | Női parallel slalom       | 1:08,67   | 32.       | kiesett           | kiesett           | kiesett           | kiesett           | 32.      |
| Valeriya Tsoy | Női parallel giant slalom | 1:54,57   | 23.       | kiesett           | kiesett           | kiesett           | kiesett           | 23.      |

## Szánkó
| Versenyző          | Versenyszám | 1. futam | 1. futam | 2. futam | 2. futam | 3. futam | 3. futam | 4. futam | 4. futam | Összesítés | Összesítés |
| Versenyző          | Versenyszám | Idő      | Hely.    | Idő      | Hely.    | Idő      | Hely.    | Idő      | Hely.    | Idő        | Helyezés   |
| ------------------ | ----------- | -------- | -------- | -------- | -------- | -------- | -------- | -------- | -------- | ---------- | ---------- |
| Yelizaveta Axenova | Női egyes   | 52,068   | 29.      | 51,836   | 30.      | 52,340   | 30.      | 51,841   | 25.      | 3:28,085   | 28.        |